# پمیکان
پمیکان (ᐱᒦᐦᑳᓐ) مخلوطی از پیه، گوشت خشک و گاهی توت‌های خشک‌شده‌است که به دلیل کالری فراوان، می‌تواند به عنوان یک بخش مهم از وعده‌های غذایی آماده یا خام، مصرف شود